# Órgano de la Catedral de Cali
El órgano de la Catedral metropolitana de Cali es el órgano tubular de dicha iglesia catedralicia colombiana, ubicado en la ciudad de Cali, Valle del Cauca. El sistema actual del instrumento es de 44 juegos o registros, una consola con tres teclados manuales y un teclado que se toca con los pies (pedalero), lo que lo convierte en el cuarto órgano más grande del país. El instrumento fue fabricado en Alemania por la casa organera E. F. Walcker & Cie. en la ciudad de Ludwigsburg, concluido en taller en 1924, finalizado totalmente en 1925, y señalado con el Opus 2092.  Además de utilizarse en los servicios religiosos, el órgano también es utilizado para conciertos, lo que le ha permitido ser tocado en los últimos años por reconocidos organistas internacionales como Juan de la Rubia, Mar Vaqué, Arturo Barba,  Maude Gratton y Paolo De Matthaeis.Les ha acompañado Nicolás Hernández como organista litúrgico. Actualmente, el músico Juan David Molina Guerrero se desempeña como organista litúrgico.

## Historia
El órgano tubular de la Catedral de Cali, fue fabricado por la casa alemana E. F. Walcker & Cie., en la ciudad de Ludwigsburg, empresa fundada en 1785, con experiencia en la construcción de este tipo de instrumentos para climas tropicales. La culminación en taller del órgano fue el 15 de marzo de 1924. El instrumento estuvo expuesto en la sala de ventas que dicha casa constructora tenía en Barcelona, España, donde luego es adquirido en 1925 por el pbro. Mario Paz Borrero y fue despachado ese mismo año a la ciudad de Cali. El órgano llegó a finales de 1925, pero no fue posible su montaje, ya que el 5 de junio de ese año ocurrió un sismo que afectó seriamente al templo, por lo cual el instrumento debió permanecer almacenado en sus cajas.
Finalmente, después de tres años, fue inaugurado el 30 de enero de 1928, para lo cual fue instalado y afinado por el alemán Eugen Müller, organero que la casa constructora envió para dicha labor. Fue colocado originalmente donde hoy se encuentra el altar mayor. En su momento fue el órgano más grande del país.
Posteriormente el 8 se septiembre de 1933, fue desmontado y trasladado al coro, que se construyó y se adaptó para tal fin y donde se encuentra actualmente, todo este traslado estuvo a cargo del organero alemán Oskar Binder, quien había llegado ese mismo año a Colombia para instalar el órgano de la Catedral de Medellín de esa misma casa organera. Además, Binder fuera de reinstalarlo, lo completa, pues al instrumento le faltaban tres registros.
Más adelante, Binder decide establecerse en el país, constituye la compañía Oskar Binder & Cia. Ltda con sede en Bogotá y se vuelve el representante exclusivo para Colombia de la casa E.F. Walcker. Esto le permitió al órgano estar durante las siguientes décadas bajo el mantenimiento de Binder.

Durante todos estos años se realizaron ajustes a su mantenimiento, sin intervenciones importantes hasta la década de 1980, donde se realizó una revisión general ajustes, y cambio de ventilador, el cual se encontraba en el domo de la Catedral sobre el coro, el cual hacia casi imposible su vigilancia y permanente mantenimiento. El nuevo ventilador fue instalado dentro del órgano, y no ofrece ningún ruido molesto para la ejecución del instrumento, es de alta calidad y sigue funcionando hasta el día de hoy. En 1997 fue sometido a otra reparación parcial.
Desafortunadamente, el órgano después de 80 años de servicio, ya no ofrecía el esplendor de antaño, y padecía serios problemas, que lo tenían al borde de una inminente desaparición. Pues por desconocimiento, por prisa o por falta de recursos le hicieron reparaciones parciales, que en vez de mejorarlo fueron mermando su capacidad. En los últimos 30 años (previo a la restauración) sólo funcionaba en un 20% de su capacidad original. Es por esto que en el año de 2008, monseñor Juan Francisco Sarasti, Arzobispo de Cali, acompañado por el pbro. William Correa Pareja, párroco de la Catedral, y otros entusiastas, deciden emprender la empresa de la restauración total y profunda del órgano.

### Proceso de restauración
Para la labor de restauración fue llamado el organero Juan Carlos Ángel, uno de los dos organeros profesionales que hay en Colombia. Su diagnóstico fue demoledor, pues indicó que las flautas grandes estaban a punto de colapsar por su propio peso, los fuelles habían sido reparados en forma inadecuada y la parte eléctrica tenía fallas. Además, había suciedad acumulada durante años y había sido pintado con materiales no adecuados.
El instrumento fue sometido a una restauración que duró dos años y medio, entre 2008 y 2010, Los trabajos principales consistieron en la reconstrucción de las flautas de fachada; restauración y reconstrucción de gran parte de las flautas del interior; restauración de la totalidad de las flautas de madera; restauración de los mecanismos de válvulas cónicas y secretos; restauración y cambio de más de 4000 membranas y fuelles de bisagra los cuales son hechos a mano; reconstrucción de todo el sistema eléctrico del órgano; reconstrucción del sistema de iluminación interna del instrumento; instalación de un nuevo rectificador de corriente de 14 voltios que reemplazó al antiguo dinamo; reconstrucción de la totalidad del registro de Bombarda del pedal; reconstrucción y restauración de gran parte de los registros de lengüeta como el Fagot, Oboe y Trompeta; reconstrucción de los 4 fuelles de depósito; puesta en funcionamiento y reconstrucción del sistema independiente de aire de la Voz Humana; instalación del trémolo de la Voz Humana; cambio de todos los portavientos de aire; restauración de todos los canales de aire del órgano; reubicación del ventilador y nueva descarga de aire; cambio  de más de 1800 metros de manguera que trasmiten órdenes neumáticas a todo el órgano; reconstrucción de más de 2000 varillas roscadas a medida con sus culatas y cabezotes; instalación de un nuevo sistema de combinador electromecánico; restauración del campanario, y ubicación original; restauración del sistema de la organola; restauración y modernización de su consola, entre otras muchas actividades.
La restauración se realizó entre el coro de la catedral, en donde fue instalado el instrumento, y en el taller del organero en Envigado, Antioquia. El instrumento fue finalmente reinaugurado el 5 de noviembre de 2010, a las 7:00 p. m., en la cual se realizó la bendición y un concierto que estuvo a cargo del organista Jorge Eduardo García, quien interpretó obras de Johann Sebastián Bach, León Boellmann, Felix Mendelssohn y una interpretación especial de la canción Cali pachanguero. La restauración costó $290 millones de pesos y actualmente es el cuarto órgano más grande de Colombia.

## Características
El órgano E. F. Walcker Opus 2092 pesa alrededor de 10 toneladas, tiene 6,50 metros de alto, 5,20 de ancho y 4,10 de profundidad, y fue elaborado en roble negro procedente de la selva alemana. El instrumento es estilo romántico, técnicamente es de acción electro-neumática, se compone de 44 registros (sonidos) repartidos en tres teclados manuales de 61 notas cada uno, y un teclado que se toca con los pies (pedalero) de 30 notas, que sirve para los bajos graves. Todos los teclados están dispuestos en una consola, la cual está separada y puesta delante del órgano con vista a la nave central. Estos teclados hacen sonar un total de 2566 flautas de muy variada longitud y calibre, de las cuales 217 son de madera y 2.349 son de metal, con aleación de 75 por ciento de estaño y 25 por ciento de plomo. La más grande de metal se puede ver en el centro de la fachada, con una longitud de 4 metros, y un diámetro de 20 centímetros; y la de madera más grande es de 5 metros y caras de 45 centímetros formando un cuadrado. La de metal más pequeña alcanza 7 milímetros de longitud y un diámetro de apenas 3 milímetros. En sí, el órgano es una orquesta con instrumentos como trompetas, bombardas, oboes, clarinetes, flautas y voces humanas. Además, la fachada hecha en madera tallada, es la más elaborada y elegante de los órganos en Colombia.
Para hacer sonar todas estas flautas un motor de 3 caballos de fuerza produce el aire. El motor suministra 50 m³ de aire por minuto con una presión de 90 mm. w/s. Este aire llena 4 grandes fuelles que se encargan de regular la cantidad y la presión para que el órgano no suene desafinado.
El instrumento tiene una función poco común en el uso del órgano; es la organola, la cual es un dispositivo neumático integrado en la parte superior de la consola que permite la reproducción automática de piezas musicales con ayuda de rollos perforados, los cuales contienen la información, la que luego es “leída” por el dispositivo, un sistema similar a la pianola. Los rollos perforados se estiran sobre un rodillo giratorio, un fuelle sopla aire a través de los orificios del rollo y acciona así pequeños pistones, que a su vez presionan las teclas. Solo los registros y la velocidad a la que debe girar el rodillo deben especificarse manualmente. Desafortunadamente, la mayoría de los rollos originales, 100 en total, están en mal estado. La empresa organera E. F. Walcker & Cie adquirió la patente de este dispositivo en 1904 y posteriormente lo instaló en varios órganos, principalmente en los órganos de salón, pero también en los órganos para iglesias.

## Disposición
A continuación se enlista la disposición de registros del órgano.
| I Manual. Gran Órgano |                  |     |  |
| 01.                   | Flauta Principal | 08' |  |
| 02.                   | Dopell Flöte     | 08' |  |
| 03.                   | Flauta Dulce     | 08' |  |
| 04.                   | Cello            | 08' |  |
| 05.                   | Gamba            | 08' |  |
| 06.                   | Dulciana         | 08' |  |
| 07.                   | Bordón           | 08' |  |
| 08.                   | Octava Real      | 04' |  |
| 09.                   | Flauta Armónica  | 04' |  |
| 10.                   | Quincena         | 02' |  |
| 11.                   | Trompeta         | 08' |  |
| 12.                   | Clarión          | 04' |  |

| II Manual Positivo Expresivo |                    |             |
| 13.                          | Flauta Violón      | 16'         |
| 14.                          | Diapasón           | 08'         |
| 15.                          | Flauta Traversa    | 08'         |
| 16.                          | Viola de Gamba     | 08'         |
| 17.                          | Aeoline            | 08'         |
| 18.                          | Voz Celeste        | 08'         |
| 19.                          | Quintadena         | 08'         |
| 20.                          | Principal          | 04'         |
| 21.                          | Ocarina            | 04'         |
| 22.                          | Spitzflöte         | 04'         |
| 23.                          | Piccolo            | 02'         |
| 24.                          | Lleno              | 3-4 hileras |
| 25.                          | Gran lleno         | 3-5 hileras |
| 26.                          | Contrafagot        | 16'         |
| 27.                          | Oboe               | 08'         |
| 28.                          | Voz Humana         | 08'         |
|                              | Tremolo Voz Humana |             |
|                              | Tremolo Positivo   |             |

| III Manual Recitativo Expresivo |                     |     |
| 29.                             | Flauta de Concierto | 08' |
| 30.                             | Clarabella          | 08' |
| 31.                             | Salicional          | 08' |
| 32.                             | Violín              | 08' |
| 33.                             | Unda Maris          | 08' |
| 34.                             | Waldflöte           | 04' |
| 35.                             | Clarinete           | 08' |
|                                 | Tremolo Recitativo  |     |

| Pedal 30 notas |                |     |
| 36.            | Contrabordón   | 32' |
| 37.            | Bordón         | 16' |
| 38.            | Diapason Doble | 16' |
| 39.            | Dulciana       | 16' |
| 40.            | Gamba          | 16' |
| 41.            | Lieble Gedeckt | 16' |
| 42.            | Flauta Heroica | 08' |
| 43.            | Posaune        | 16' |
| 44.            | Basson         | 16' |

La numeración no se corresponde con el orden del instrumento.
Enganches: Gran Órgano 16', Gran Órgano 4', Positivo-Gran Órgano Unísono, Recitativo-Gran Órgano Unísono, Positivo-Gran Órgano 16', Positivo-Gran Órgano 4', Recitativo-Gran Órgano 16', Recitativo-Gran Órgano 4', Gran Órgano-Pedal, Gran Órgano-Pedal 4', Positivo-Pedal, Recitativo-Pedal.
Ayudas como botones bajo el I Manual Positivo: Combinaciones libres 1, 2 y 3. Combinaciones fijas Piano, Forte Tutti. Anulador de Registros a Mano. Piano Pedal automático. Organola, Palanca control de velocidad organola.
Pedales: Cressendo. Expresión Positivo. Expresión Recitativo.
Replica enganches: Gran Órgano-Pedal. Gran Órgano Pedal 4'. Positivo-Pedal. Recitativo Pedal. Nachtingal (Ruiseñor)
Accesorios: Campanario 3 notas. Gong. Ruiseñor. Organola.
Notas disposición:
1. ↑   Extensión Diapasón Doble Pedal
2. ↑   Extensión Dopell Flöte 8' Gran Órgano
3. ↑   Extensión Dulciana 8' Gran Órgano
4. ↑   Extensión Gamba 8' Gran Órgano.
5. ↑   Extensión Flauta Violón 16' Positivo
6. ↑   Extensión Contrafagot 16' Positivo